# Tillandsia hintoniana
Tillandsia hintoniana är en gräsväxtart som beskrevs av Lyman Bradford Smith. Tillandsia hintoniana ingår i släktet Tillandsia och familjen Bromeliaceae. Inga underarter finns listade i Catalogue of Life.